# دانشگاه عربی بیروت

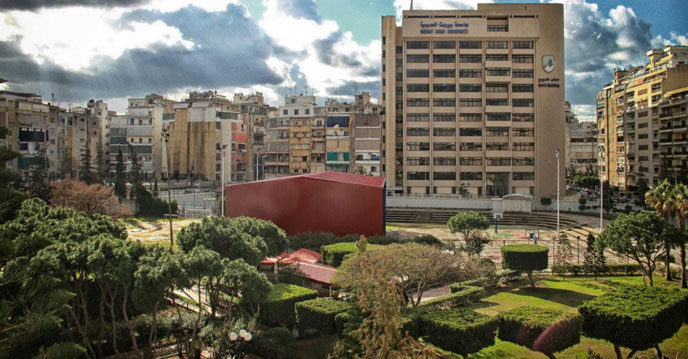
ساختمان دانشگاه عربی بیروت

دانشگاه عربی بیروت (عربی: جامعة بیروت العربیة) دانشگاهی است که انجمن خیرهٔ لبنانی در سال ۱۹۶۰م در بیروت تأسیس کرد. ریاست این دانشگاه از تاریخ ۲۰۰۶ تا کنون بر عهده عمرو جلال العدوی است.